# 特拉弗勒斯雷斯特
特拉弗勒斯雷斯特是美国南卡罗来纳州下属的一座城市。城市类型是“City”。其面积大约为4.55平方英里（11.77平方公里）。根据2010年美国人口普查，该市有人口4,576人，人口密度约为每平方 英里1,006.60人（约合每平方公里388.66人）。